# Buckow (Kümmernitztal)
Buckow ist ein Ortsteil der Gemeinde Kümmernitztal des Amtes Meyenburg im Landkreis Prignitz in Brandenburg.

## Geographie
Der Ort liegt acht Kilometer östlich von Putlitz. Die Nachbarorte sind Grabow und Ausbau im Nordosten, Gerdshagen und Neu Giesenhagen im Südosten, Preddöhl im Süden, Klein Triglitz und Mertensdorf im Südwesten, Weitgendorf-Ausbau im Westen sowie Silmersdorf und Neu Silmersdorf im Nordwesten.

## Geschichte
Die erste schriftliche Erwähnung des Ortes stammt aus dem Jahr 1437. Darin wurde er mit der Bezeichnung „to Bukow“ verzeichnet.
1962 wurden die Gemeinden Buckow und Grabow zur Gemeinde Grabow-Buckow vereinigt.